# Schnitzer Motorsport

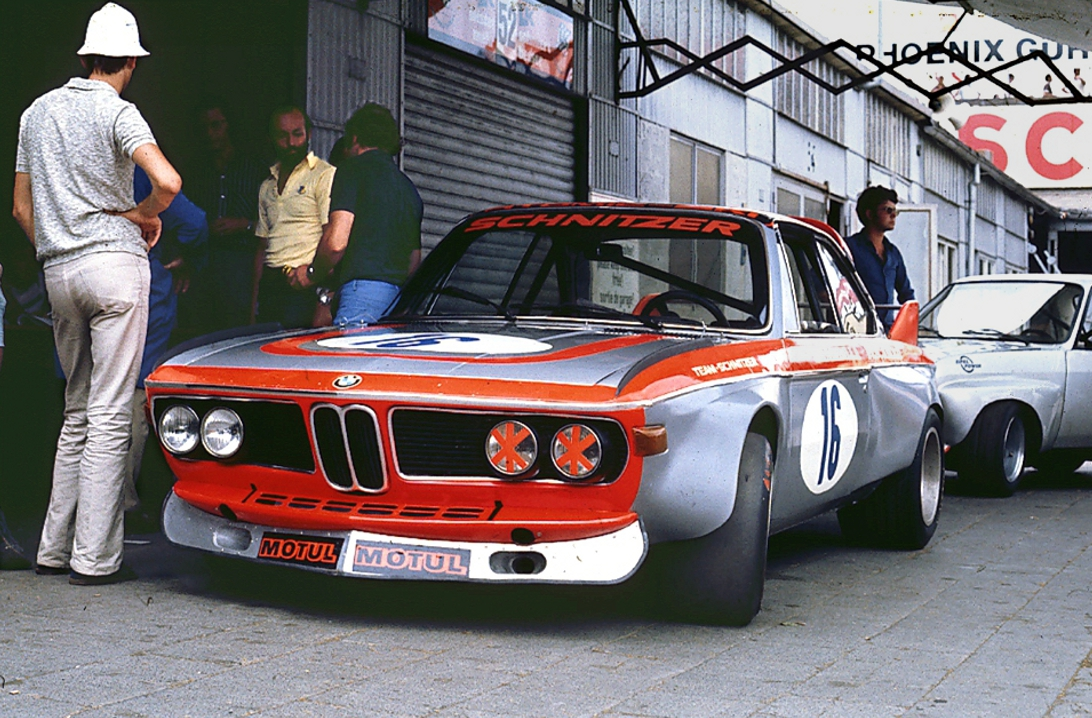
BMW 3.5 CSL Schnitzer de 1973

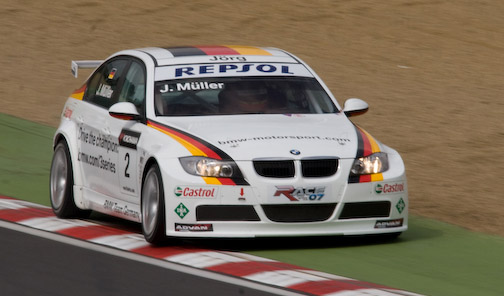
BMW Serie 3 de Schnitzer en el Campeonato Mundial de Turismos 2008

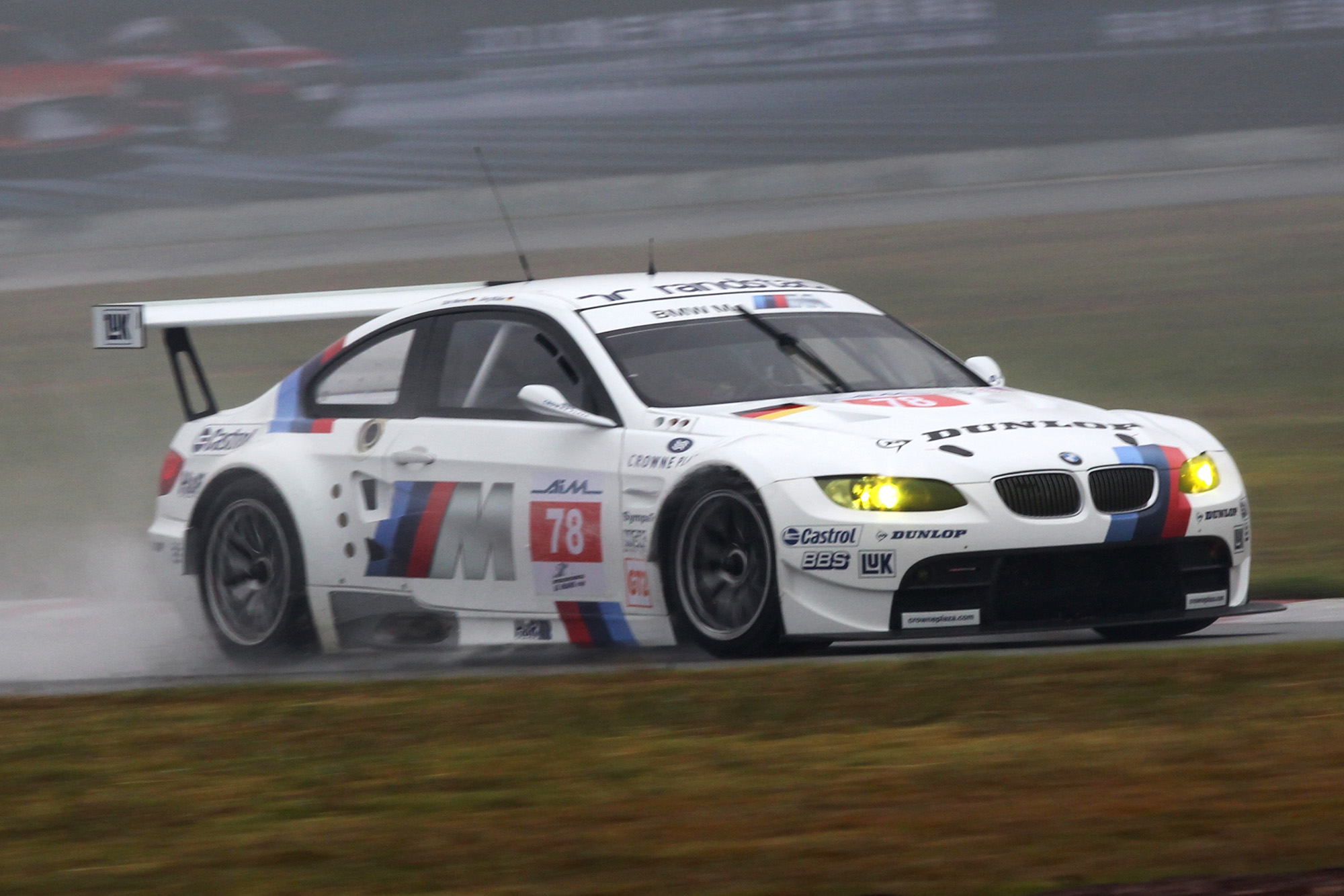
BMW M3 de Schnitzer en la Copa Intercontinental Le Mans 2010

Schnitzer Motorsport es un equipo de automovilismo con sede en Freilassing, Alemania. Fue fundado en 1967 por los hermanos Josef y Herbert Schnitzer, y ha competido principalmente con la marca de automóviles BMW, a menudo como equipo oficial. Schnitzer disputó numerosos campeonatos alemanes, europeos y mundiales de turismos, gran turismos y sport prototipos.
Entre sus numerosos logros se encuentran el Deutsche Rennsport Meisterschaft 1978, el Campeonato Europeo de Turismos 1983, 1986 y 1988, el Campeonato Mundial de Turismos 1988, el Deutsche Tourenwagen Meisterschaft 1989, el Deutsche Tourenwagen Masters 2012, el Campeonato Italiano de Turismos 1989 y 1990, el Campeonato Británico de Turismos 1993, el Campeonato Japonés de Turismos 1995, el Campeonato Alemán de Superturismos 1995 y 1998, la American Le Mans Series 2001, las 24 Horas de Le Mans 1999, las 24 Horas de Spa 1985, 1986, 1988, 1990 y 1995, las 24 Horas de Nürburgring 1991, 1998, 2004, 2005 y 2010, y el Gran Premio de Macao en 12 ediciones. Además, obtuvo cinco segundos puestos de pilotos en el Campeonato Mundial de Turismos entre 2002 y 2006.

## ETCC y DRM (décadas de 1970 y 1980)
En 1976, Schnitzer disputó el Campeonato Mundial de Resistencia con el BMW 3.5 CSL en la División 3, resultando subcampeón de marcas con dos victorias en los 1000 km de Nürburgring y los 1000 km de Zeltweg.
Harald Ertl ganó el Deutsche Rennsport Meisterschaft 1978 con cinco victorias, Manfred Winkelhock fue tercero en 1979 con dos victorias, y Hans-Joachim Stuck fue segundo en 1980 con cuatro victorias.
En el Campeonato Europeo de Turismos, Dieter Quester fue campeón en 1983 con dos victorias, y Roberto Ravaglia en 1986 con cuatro victorias.
En 1987, Schnitzer corrió con dos BMW M3 en el Campeonato Mundial de Turismos, pilotados por Ravaglia, Quester, Emanuele Pirro, Roland Ratzenberger, Ivan Capelli y Markus Oestreich. Ravaglia fue campeón de pilotos y Pirro se colocó cuarto, al conseguir tres victorias y siete podios, aunque Ford los superó en el campeonato de equipos.
Ravalgia obtuvo el Campeonato Europeo de Turismos 1988, luego de ganar dos carreras.

## DTM y otros (1989-1992)
Ante la desaparición del Campeonato Mundial de Turismos en 1987 y el Campeonato Europeo de Turismos en 1988, Schnitzer se unió al Deutsche Tourenwagen Meisterschaft en 1989.  Ravaglia obtuvo el título con tres victorias, en tanto que su compañero de equipo Fabien Giroix se colocó tercero. Johnny Cecotto fue subcampeón en 1990 con tres victorias, y Giroix se ubicó noveno.
En 1991, Cecotto resultó cuarto con tres victorias, Joachim Winkelhock fue séptimo con una victoria, y Kris Nissen fue 12º. Ravaglia resultó séptimo en 1992 con dos victorias, Winkelhock octavo con una victoria, y Altfrid Heger 14º.

## STW y BTCC (1993-1998)
Ante el cambio de reglamento técnico del DTM para la temporada 1993, la marca BMW se retiró del certamen y pasó a competir en diversos campeonatos de Superturismo con el BMW Serie 3 de manera oficial.
La dupla de Winkelhock y Steve Soper dominó el Campeonato Británico de Turismos 1993, logrando ocho victorias en 17 carreras, y obteniendo los dos primeros puestos en el campeonato. En cambio, el equipo logró apenas un séptimo lugar en la primera manga de la Copa Mundial de Turismos de la mano de Winkelhock. 
En 1994, Winkelhock obtuvo cuatro victorias en el Campeonato Británico de Turismos, quedando ubicado en el sexto puesto. Soper se colocó séptimo con una victoria, pese a haber faltado a tres fechas. Luego, Winkelock y Soper resultaron segundo y tercero en la Copa Mundial de Turismos.
En 1995, Schnitzer pasó a correr en el Campeonato Alemán de Superturismos. Winkelhock fue campeón con seis victorias, y Peter Kox fue subcampeón con seis podios. Luego, Soper resultó tercero en la Copa Mundial de Turismos.
De vuelta en el Campeonato Británico de Turismos 1996, Winkelhock resultó quinto con cuatro victorias, y Ravaglia sexto con una victoria. Luego de ausentarse en 1997, Cecotto ganó el Campeonato Alemán de Superturismos 1998 con cinco victorias, y Winkelhock resultó sexto con seis podios.

## Otras competiciones de turismos (décadas de 1980 y 1990)
A fines de la década de 1980, Schnitzer corrió en los 1000 km de Bathurst 1985 con el BMW Serie 6. Ravaglia y Cecotto resultaron segundos en 1985, en tanto que Ravaglia y Dieter Quester abandonaron en 1986.
Pirro y Ravaglia vencieron en los 500 km de Wellington de 1988. En 1989, resultaron tercero y cuarto en el Campeonato de Asia-Pacífico de Turismos. Cecotto ganó el Campeonato Italiano de Turismos 1989 y 1990. Pirro y Cecotto triunfaron en los 500 km de Wellington de 1990. En 1991, Pirro y Winkelhock ganaron en los 500 km de Wellington, y Pirro en el Gran Premio de Macao.
Pirro, Winkelhock y Ravaglia lograron el 1-2-3 en el Gran Premio de Macao 1992. En el Gran Premio de Macao 1993, Winkelhock resultó segundo y Pirro tercero.
Winkelhock ganó el Campeonato de Asia-Pacífico de Turismos 1994, con victorias en Macao y los 500 km de Wellington, en tanto que Soper resultó segundo en Macao.
Schnitzer ingresó al Campeonato Japonés de Turismos 1994, contando como piloto titular a Soper. Logró cinco victorias y se colocó tercero en la tabla general. En 1995 fue campeón con tres victorias y diez podios, en tanto que Winkelhock también obtuvo un triunfo.
EL equipo ganó las 24 Horas de Nürburgring 1991 con un BMW M3 tripulado por Winkelhock, Nilsen y Armin Hahne. En 1998 ganó esa carrera nuevamente con un BMW Serie 3 Diesel, pilotado por Stuck y Marc Duez entre otros.

## Resistencia (1997, 1999-2001, 2004-2005)
Schnitzer disputó el Campeonato FIA GT 1997 con el McLaren F1 GTR-BMW. Soper y J. J. Lehto fueron subcampeones con cuatro victorias, en tanto que Ravaglia y Kox resultaron octavos con una victoria. El equipo también corrió en las 24 Horas de Le Mans. Ravaglia, Kox y Éric Hélary resultaron terceros absolutos, a la vez que Soper, Lehto y Nelson Piquet abandonaron.
En 1999, Schnitzer pasó a competir en resistencia con el BMW V12 LMR. Ganó las 24 Horas de Le Mans con Winkelhock, Pierluigi Martini y Yannick Dalmas, derrotando a Mercedes-Benz, Audi, Toyota y Nissan. También logró el subcampeonato de equipos de prototipos en la American Le Mans Series, consiguiendo victorias en las 12 Horas de Sebring con Lehto, Tom Kristensen y Jörg Müller, y en otras tres carreras con Lehto y Soper. En 2000, Müller y Lehto lograron dos victorias, por lo que resultaron quinto y sexto en el campeonato de pilotos de prototipos, y Schnitzer fue subcampeón de equipos nuevamente.
Schnitzer siguió en la American Le Mans Series 2001, pero pasó a correr con un BMW M3 de la clase GT. Jörg Müller y Lehto consiguieron el primer y segundo puesto en el campeonato de pilotos, luego de ganar cuatro carreras de diez. En tanto, Dirk Müller y Fredrik Ekblom se ubicaron sexto y séptimo con un triunfo, colaborando también a obtener el título de equipos.
El equipo ganó las 24 Horas de Nürburgring de 2004 y 2005 con el BMW M3.

## ETCC y WTCC (2002-2009)
Schnitzer volvió al Campeonato Europeo de Turismos en 2002 como equipo oficial de BMW. Jörg Müller fue subcampeón con cuatro victorias al volante de su BMW Serie 3, y Dirk Müller se colocó cuarto con tres victorias. Jörg Müller fue subcampeón nuevamente en 2003, logrando cinco triunfos, a la vez que Dirk Müller se ubicó quinto con dos triunfos. En 2004, fue Dirk Müller quien se ubicó segundo en el campeonato, venciendo en tres ocasiones, y Jörg Müller quedó cuarto con tres victorias.
En 2005, Schnitzer siguió como equipo oficial de BMW, ahora como parte del renovado Campeonato Mundial de Turismos. Dirk Müller fue subcampeón con tres victorias, y Jörg Müller obtuvo el quinto puesto con otras tres victorias. Jörg Müller volvió a ser subcampeón en 2006, luego de ganar cuatro veces, y Dirk Müller terminó sexto con un único triunfo.
El nuevo compañero de Jörg Müller equipo en 2007, Augusto Farfus, ganó tres carreras y resultó cuarto en la tabla general. En tanto, el piloto alemán venció dos veces y se ubicó séptimo. En 2008, Farfus quedó sexto y Müller séptimo, logrando dos victorias y una respectivamente. Farfus resultó tercero en el Campeonato Mundial de Turismos 2009, tras lograr seis triunfos, y Müller quedó sexto con seis podios.

## Resistencia (2010-2011)
Schnitzer volvió a correr en gran turismos en 2010 con el BMW M3 de la clase GT2. Resultó segundo en las 8 Horas de Le Castellet de la Le Mans Series y cuarto en los 1000 km de Spa-Francorchamps. En las 24 Horas de Le Mans, el automóvil de Jörg Müller, Farfus y Uwe Alzen llegó sexto, en tanto que el de Dirk Müller, Dirk Werner y Andy Priaulx abandonó tempranamente. Por último, llegó octavo en los 1000 km de Silverstone y primero en los 1000 km de Zhuhai, aportando puntos para BMW en la Copa Intercontinental Le Mans.
También en 2010, el equipo ganó las 24 Horas de Nüurburgring, y llegó tercero y cuarto absoluto en las 24 Horas de Spa. 
En 2011, Schnitzer disputó las siete fechas de la Copa Intercontinental Le Mans de manera oficial para BMW. Logró dos victorias, por lo que resultó subcampeón de equipos y marcas.

## DTM (2012-presente)

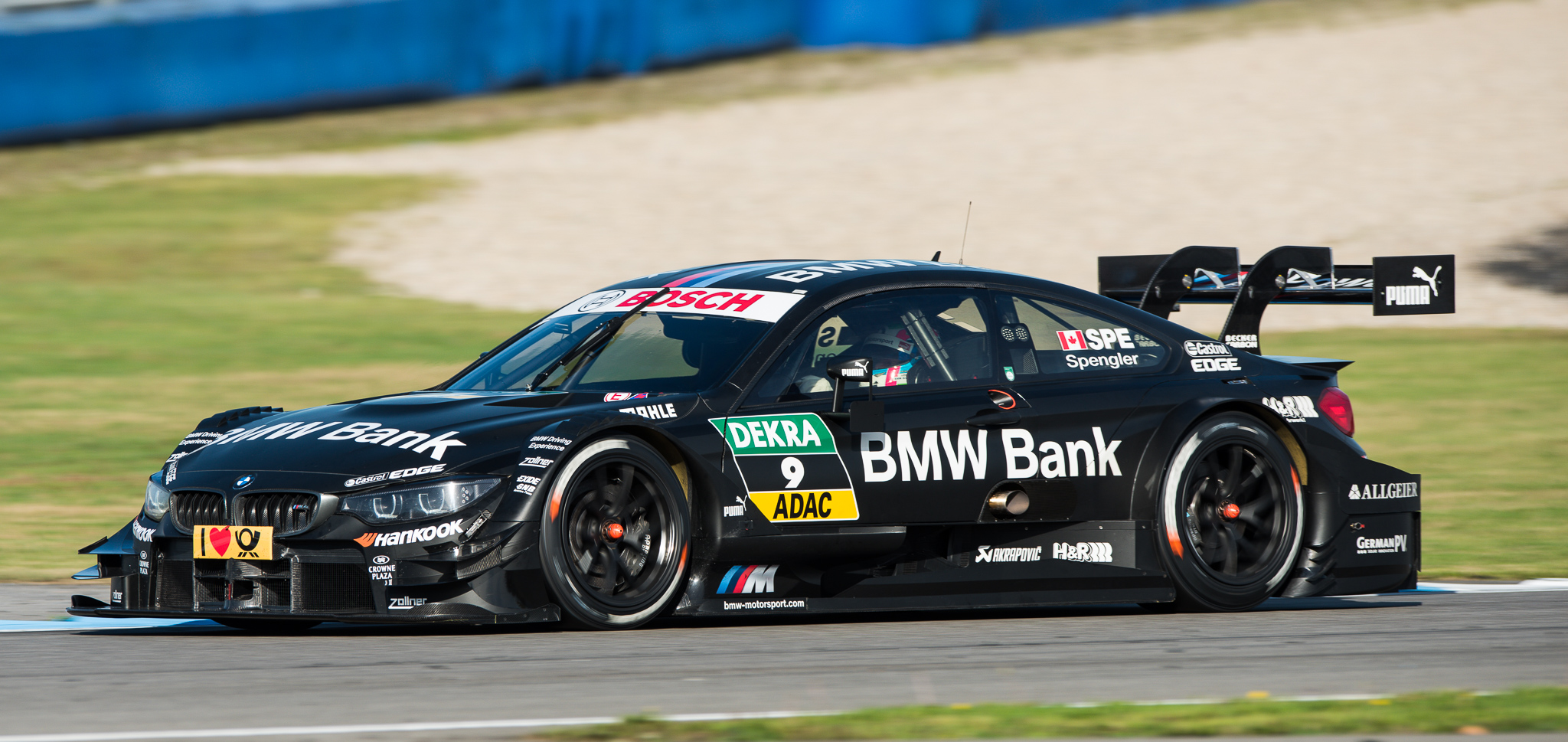
Bruno Spengler - Schnitzer Motorsport, Deutsche Tourenwagen Masters 2014 - Hockenheimring

Luego de dos décadas fuera del DTM, la marca BMW volvió en 2012 con seis pilotos, dos de ellos para Werner y Bruno Spengler dentro del equipo Schnitzer. Spengler logró cuatro victorias y seis podios en diez carreras, por lo que se quedó con el título. Werner consiguió dos top 5 y quedó noveno en el campeonato. En 2013, Spengler resultó tercero en el certamen con una victoria y tres podios, en tanto que Werner terminó 13º con un podio.
Martin Tomczyk se convirtió en el nuevo compañero de equipo de Spengler en Schnitzer para el DTM 2014. Tomczyk resultó sexto con un podio, en tanto que Spengler acabó 11º con dos podios.